# Atlético Florida
Club Atlético Florida (zwany zwykle Atlético) – urugwajski klub piłkarski z siedzibą w mieście Florida, stolicy departamentu Florida.

## Osiągnięcia
- Copa El País: 2002
- Liga de Fútbol de Florida (27): 1923, 1927, 1932, 1933, 1938, 1939, 1951, 1955, 1956, 1957, 1961, 1962, 1963, 1971, 1972, 1973, 1975, 1978, 1995, 1996, 1999, 2001, 2002, 2004, 2005, 2006, 2008

## Historia
Club Atlético Florida założony został 22 października 1922 roku i gra obecnie w lidze regionalnej Liga de Fútbol de Florida.